# 725
725 је била проста година.

## Догађаји
- Омејадска освајања Галије: Омејадска снаге под Анбасом ибн Сухајем Ал-Калби (гувернер Ал-Андалуза) освајају утврђени град Каркасон, који је био под опсадом (види 720), као и Нимес у Септиманији.
- Град Каркасон је опкољен и његов готски владар приморан је да уступи половину своје територије, одаје почаст и увредљив и одбрамбени савез са муслиманским снагама. Готски владари Нимеса и осталих сепитиманских градова такође су на крају пали под власт Омејида.
- Војводе Еудес од Аквитаније тражи савез са Мунузом, гувернером Кердагне (Пиринеји), који су тренутно у побуни против владе Омејида у Кордоби у Андалузији.
- Карло Мартел упада у Баварију и убија влаара Гримоалд у бици.
- Краљ Лиутпранд ставља Корзику, номинално под византијском влашћу, под управу Ломбарда, бранивши га од муслиманских напада.
- Прогнани принц Еалдберт, вероватно нећак краља у Весексу тражио је признање као свог наследника, тражи уточиште у Сасексу. Ине напада јужне Саксонце и убија Еалдберта.
- Беда Поштовани, монах историчар, објављује дело Рачунање времена, у коме објашњава како се правилно рачуна датум Ускрса.